# Агностицизъм
Aгностицизъм (на гръцки: ἀ – „не, без“, и на гръцки: γνῶσις – „знание“) е виждането, че съществуването или несъществуването на свръхестествени същества, в частност Бог, е нещо, което остава завинаги неизвестно и непознаваемо. Счита се, че термините агностицизъм и агностик са въведени от английския биолог и професор Томас Хъксли през 1869 г. в Лондон по време на основаването на Метафизичното общество. Понятието обаче съществува от дълго време и има различни определения в зависимост от сферата на употреба, но общо казано се използва, за да означи скептицизъм и съмнение по отношение на дадено твърдение. Във философски и теологичен смисъл съществуването на Бог, богове или божества е или неизвестно, или е поначало непознаваемо.

## Видове агностицизъм
- Агностичен атеизъм – схващането на тези, които не претендират, че познават съществуването на дадено божество, но и не вярват в такова съществуване.
- Агностичен теизъм – схващането на тези, които не претендират, че познават съществуването на дадено божество, но вярват (изцяло или частично) в неговото съществуване.
- Прагматичен агностицизъм
- Игностицизъм
- Силен агностицизъм (също наричан „твърд агностицизъм“, „затворен агностицизъм“, „стриктен агностицизъм“ или „абсолютен агностицизъм“) се отнася до схващането, че въпросът за съществуването или несъществуването на Господ или божества и естеството на крайната реалност е неизвестна поради нашата естествена невъзможност да докажем каквото и да е преживяване без използването на друго субективно преживяване. Силен агностик би казал „Аз не мога да знам дали Господ съществува или не, но ти също не знаеш“.

- Слаб агностицизъм (също наричан „мек агностицизъм“, „отворен агностицизъм“, „емпиричен агностицизъм“ или „темпорален агностицизъм“) – схващането, че съществуването или несъществуването на което и да е божество е неизвестно, но не е непременно неузнаваемо, затова човек трябва да се въздържа от заключение, докато/ако не се появи доказателство. Слаб агностик би казал: „Аз не знам дали някое божество съществува, или не, но може би някога, когато разполагаме с повече доказателства, ние може да открием нещо“.

## Агностицизъм и атеизъм
Атеист е човек, който не вярва в никоя религия или божество. Той може да е агностичен атеист („не вярвам, но няма как да знам, че Бог съществува“) или гностичен („знам, че Бог не съществува“).
Агностик е човек, който не твърди, че има или няма Бог или богове. Агностицизмът е философско течение, което твърди, че не знаем каква точно е истината за Бог, боговете и живота след смъртта.

## Известни агностици
- Блез Сандрар, Емил Дюркем, Томас Едисън, Чарлз Дарвин, Карл Сейгън, Мари Кюри, Емануел Кант, Бертран Ръсел, Стивън Джей Гулд, Алберт Айнщайн, Артър Конан Дойл, Уорън Бъфет, Бил Гейтс, Илон Мъск